# Río Huao
Der Río Huao ist ein 77 km langer linker Nebenfluss des Río Urubamba in den östlichen Voranden in Südzentral-Peru. Er verläuft innerhalb der Provinz Atalaya der Region Ucayali.

## Flusslauf
Der Río Huao entspringt in den nördlichen Ausläufern der nördlichen Cordillera Vilcabamba im Süden des Distrikts Raimondi auf einer Höhe von etwa 420 m. Der Río Huao fließt in überwiegend nördlicher Richtung durch die Voranden und mündet schließlich knapp 20 km östlich der Provinzhauptstadt Atalaya in den Río Urubamba. 
Die Mündung befindet sich an einem südlichen Seitenarm des Río Ucayali auf Höhe der Flussinsel Isla Escondida auf einer Höhe von etwa 214 m.

## Einzugsgebiet
Der Río Huao entwässert ein Areal von etwa 400 km² im Süden des Distrikts Raimondi. Das Gebiet ist überwiegend mit tropischem Regenwald bedeckt. Das Einzugsgebiet des Río Huao grenzt im Osten an die Einzugsgebiete von Río Mapalja, Río Cumarillo und Río Sepa, alle drei Nebenflüsse des oberstrom gelegenen Río Urubamba, im Süden und im Westen an das des Río Tambo sowie im Nordwesten an das des abstrom gelegenen Río Urubamba.